# Schlick Ignác
Schlick Ignác (Pest, 1821. április 13. – Pest, 1868. december 23.) magyar vasgyáros, az első magyar vasöntők egyike.

## Életpályája
Középiskolai tanulmányai után Franciaország és Svájc vasöntőgyáraiban tanult. Hét év után hazajött és 1847-ben vasöntödét rendezett be Budán, mely rövid ideig működött. Több évig az Óbudai Hajógyárban az öntöde vezetője volt, majd vejével, Langenfeld Frigyessel ismét öntödét nyitott Budán (1847–1860). Később átköltöztek Pestre és megalapították a Schlick gyárat (1860). Később külön szoboröntő műhelyt rendezett be.
Sírja a Fiumei úti sírkertben található (Bal 158).

## A Schlick gyár alkotásai
- a Magyar Állami Operaház Színpada
- a volt Fővámház
- a Magyar Tudományos Akadémia
- a Magyar Állami Operaház tetőszerkezete
- az Iparcsarnok vasszerkezete
- a Varasd melletti nagy Dráva-híd